# Aktuelle Kamera
Aktuelle Kamera (svenska: Aktuell kamera), förk. AK var nyhetsprogrammet i den statligt styrda televisionkanalen Fernsehen der DDR, tidigare Deutscher Fernsehfunk av Östtyskland. Det sändes första gången den 21 december 1952, dagen då den kommunistiska diktatorn av Sovjetunionen Iosif Stalin "fyllde" 73 år (sista gången som hans födelsedag firades medan han levde: 21 december 1879 var Stalins officiellt använda födelsedatum, verkligt födelsedatum var 18 december 1878, så han var redan 74 år) och sista gången den 14 december 1990, strax efter Tysklands återförening i början av oktober samma år.